# سمارت فورتو
سمارت فورتو (أربعة أثنين) (بالإنجليزية: Smart Fortwo)‏ هي سيارة مدينة ذات مقعدين وبمحرك خلفي من إنتاج شركة سمارت الألمانية. كشف عن السيارة عام 1998 بمعرض باريس للسيارات. وهي تتميز بحجمها الصغير حيث يبلغ طولها 250 سنتيمتر فيما لا يزيد ارتفاعها عن 150 سنتيمتر.
تم تقديم الجيل الأول في معرض باريس للسيارات 1998. تم تقديم الجيل الثاني من السلسلة في معرض بولونيا للسيارات 2006. ظهر الجيل الثالث من فورتو (2014–الآن) لأول مرة عالميًا في 16 يوليو 2014 ، في Tempodrom في برلين.
تم تسويقها في ٤٦ دولة حول العالم، تجاوز إنتاج Fortwo ١، ٧ مليون وحدة بحلول أوائل عام 2015. إشتق اسم العلامة التجارية Smart من تاريخها المبكر كمشروع تعاوني بين Swatch وMercedes. يُشتق اسم Fortwo من سعة المقاعد في السيارة التي تتسع لشخصين. حتى عام 2004 ، تم تسويق سيارة Fortwo على أنها سيارة City-Coupé الذكية.

## الصور

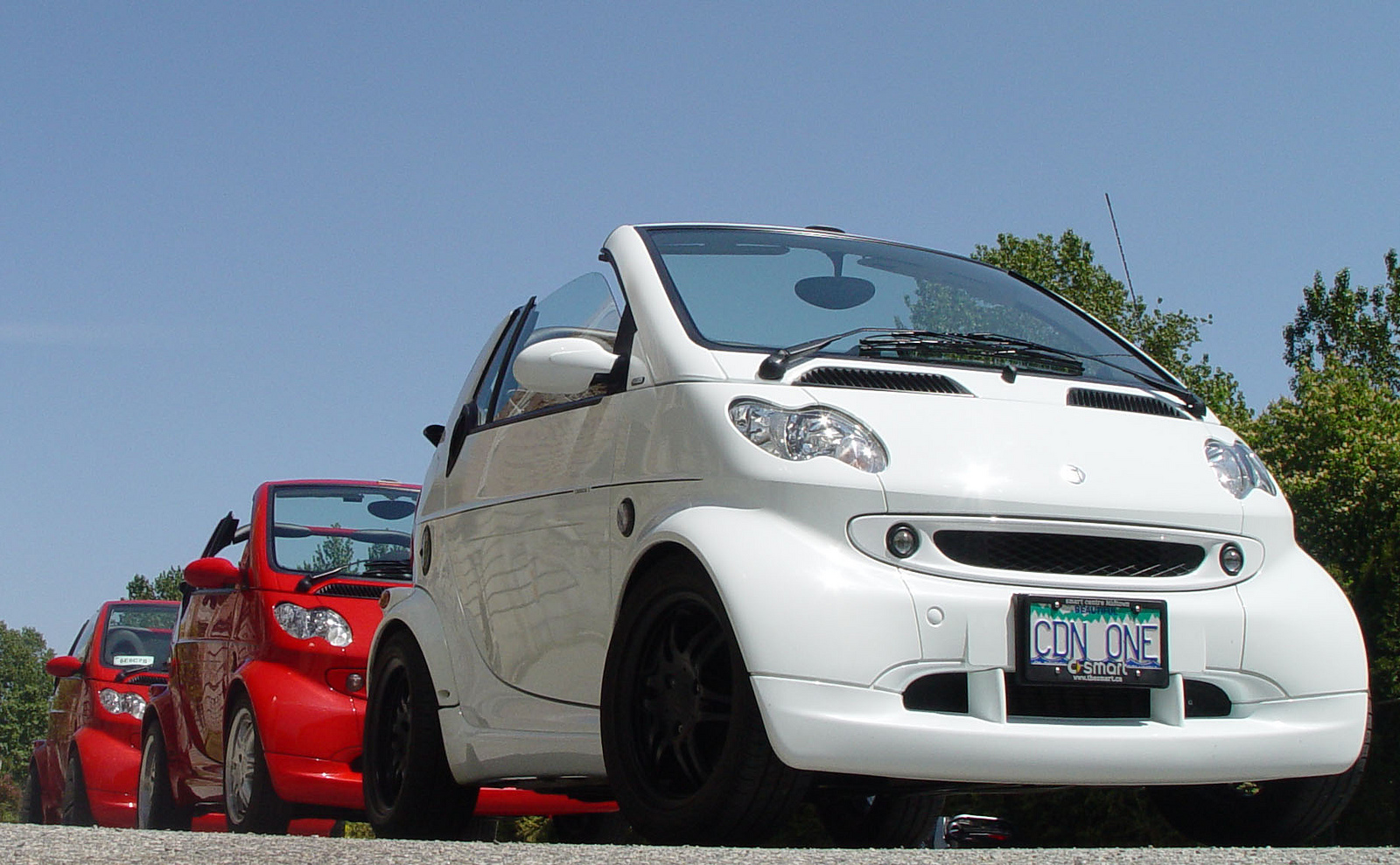
One of four BRABUS Canada 1 cdi cars in Canada
Coupe
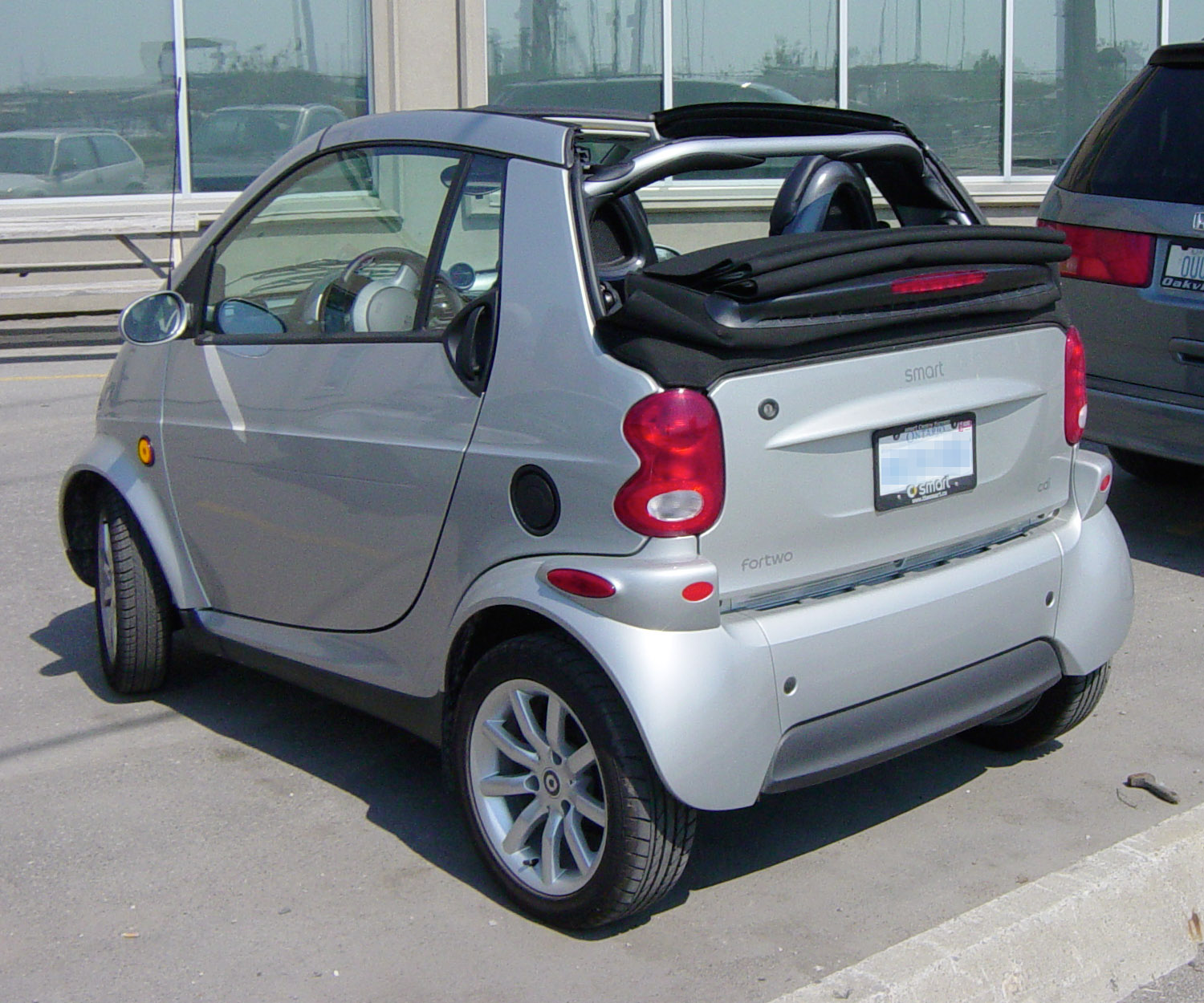
Convertible
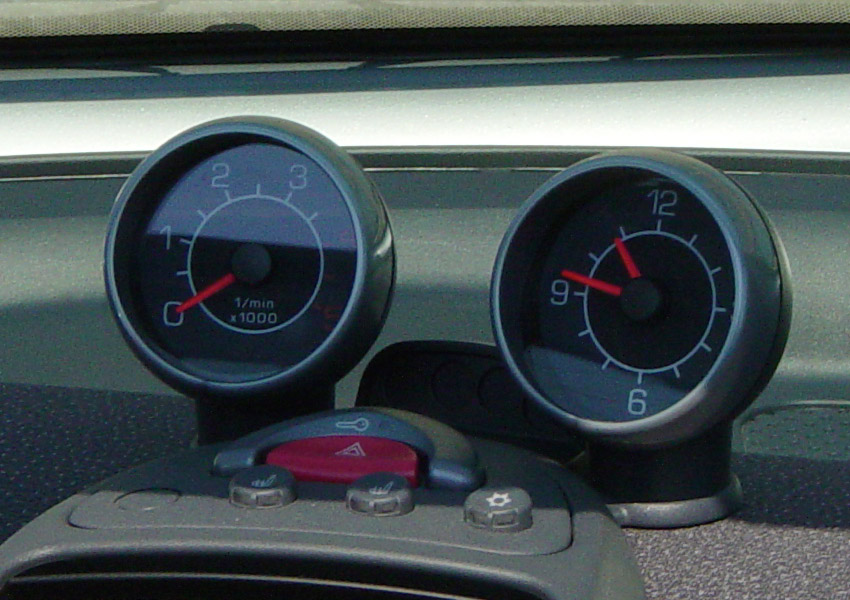
Tachometer generation 450 and clock
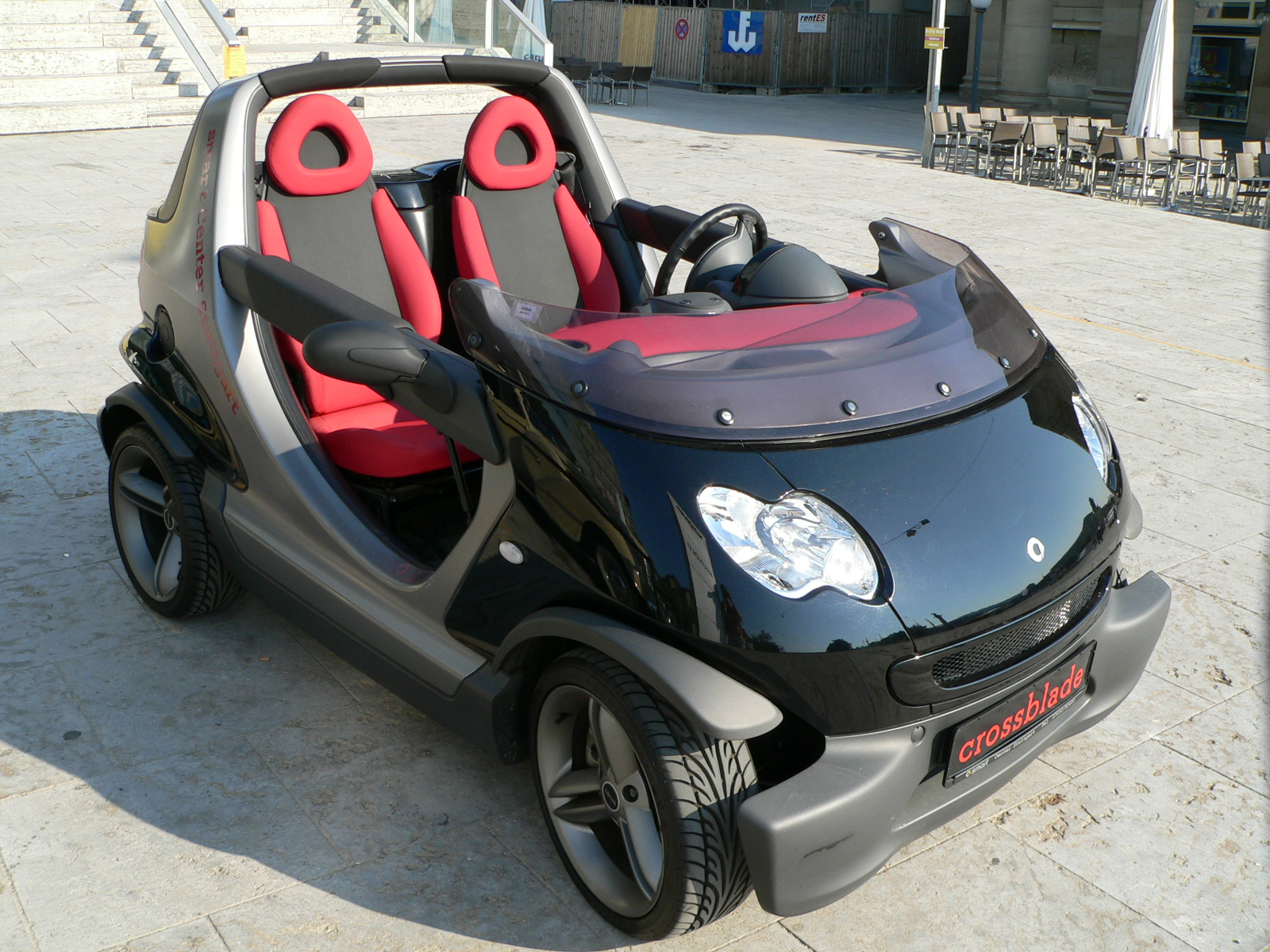
Smart Crossblade
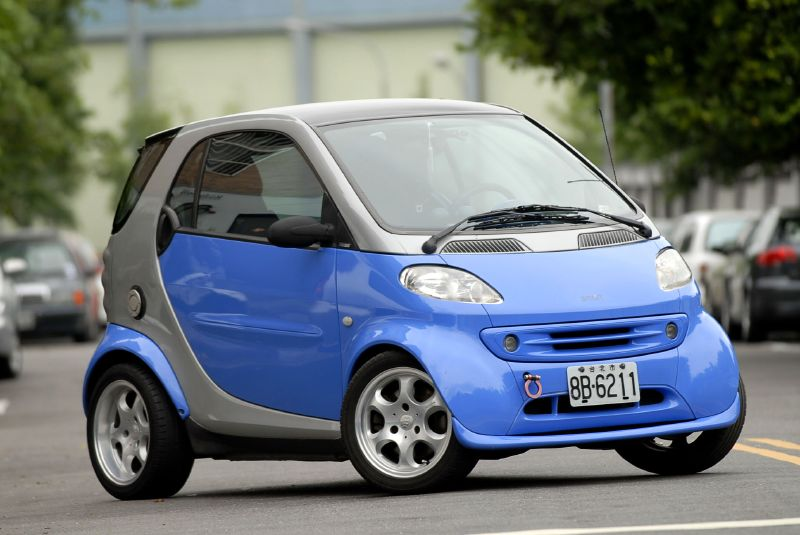
2002 Smart Fortwo BRABUS
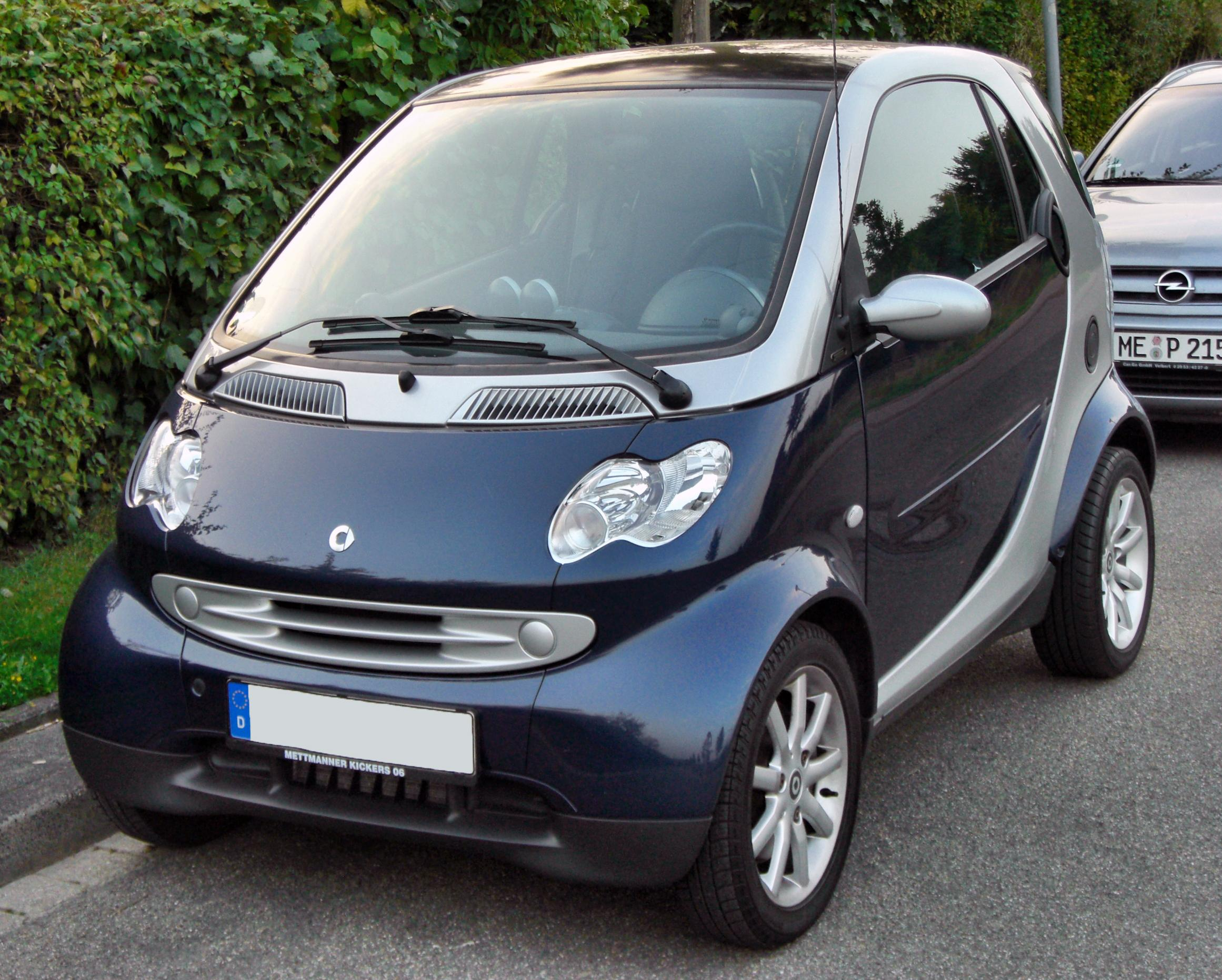
2002 facelift
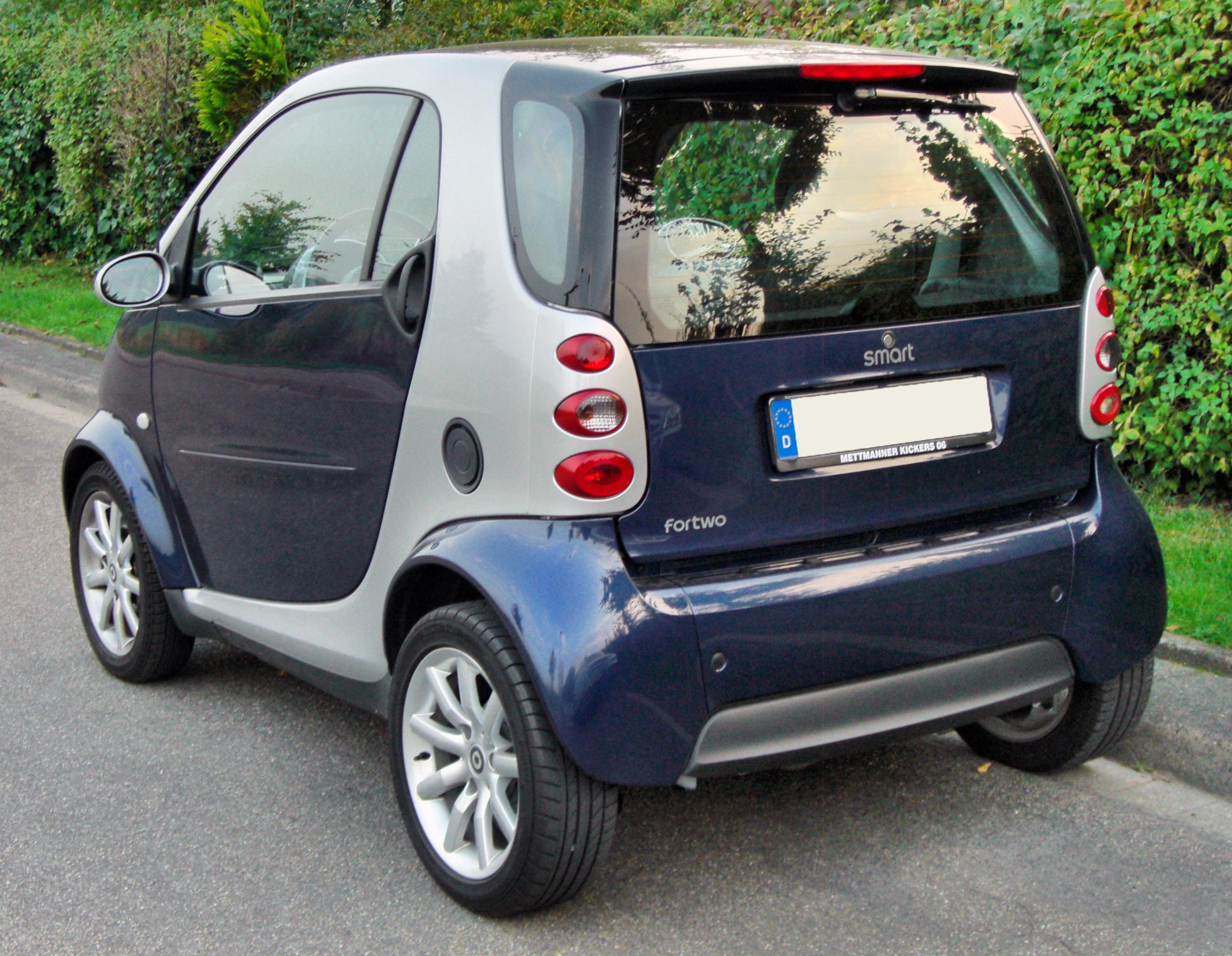
2002 facelift
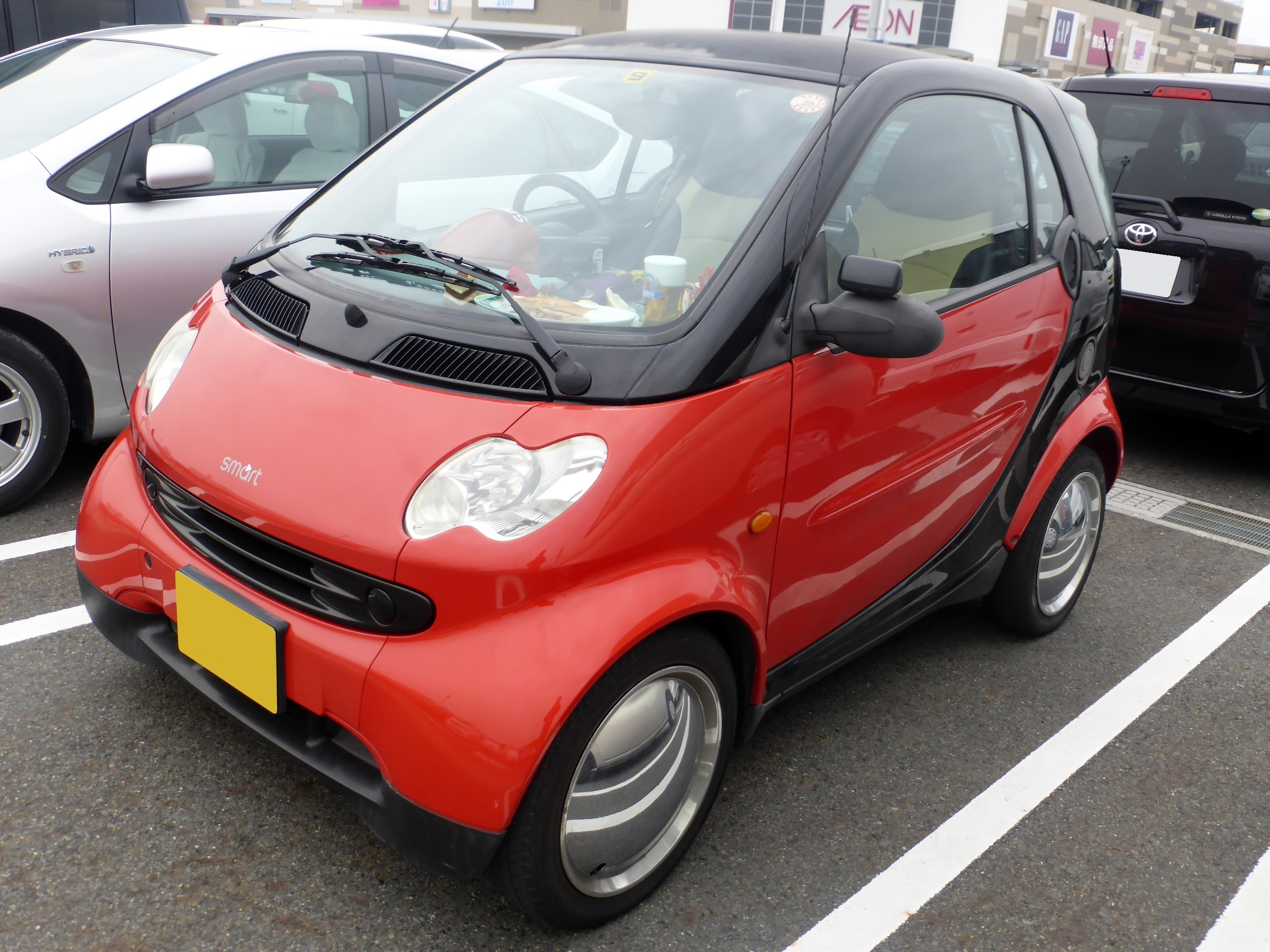
Japanese market Smart K